# Constantin Sibirschi
Constantin Sibirschi (n. 8 ianuarie 1928 – d. 14 februarie 1990) a fost un matematician din RSSM, care a fost ales ca membru corespondent (1972) și apoi titular (1981) al Academiei de Științe a Moldovei .